# Xhevdet Llumnica
Xhevdet Llumnica, född 24 juni 1979 i Pristina, Jugoslavien, är en albansk fotbollsspelare som senast spelade för Kosova IF.
Han har tidigare bland annat spelat för Kalmar FF, Assyriska FF och LB07. Llumnica utsågs 2003 till Kosovos bäste fotbollsspelare.